# Aniela z Foligno
Aniela z Foligno OFS (ur. ok. 1248 w Foligno, zm. 4 stycznia 1309 tamże) – włoska tercjarka franciszkańska, pokutnica, mistyczka, której nadano tytuł Mistrzyni teologów, święta Kościoła katolickiego.

## Życiorys
Po wczesnej śmierci męża i dzieci resztę życia poświęciła pokucie. Pielgrzymowała do Asyżu, a następnie rozdała cały majątek. W 1291 roku wstąpiła do III Zakonu św. Franciszka, służyła ubogim i potrzebującym. Ostatnie lata spędziła jako pustelnica zupełnie odcięta od świata, przez dziesięć lat nie spożywając pokarmu.
4 stycznia 1309 roku zmarła po długiej i ciężkiej chorobie. Pochowano ją w rodzinnym Foligno w kościele św. Franciszka z Asyżu. W osobnym relikwiarzu spoczywa serce Anieli, na którym widać znak, jaki za życia otrzymała w czasie mistycznej wizji.
Beatyfikowana przez papieża Innocentego XII w 1693 r. 9 października 2013 roku papież Franciszek rozszerzył kult Anieli z Foligno na cały Kościół, tym samym wpisując ją w poczet świętych. Dniem wspomnienia liturgicznego świętej jest 4 stycznia.
Aniela miała dar rozumienia tajemnic wiary, szczególnie Trójcy Świętej, głęboko czciła Chrystusa cierpiącego. Podczas jednej z wielu wizji mistycznych modliła się słowami: O Miłości niepojęta! Zaiste nie masz większej miłości nad tę, mocą której Bóg stał się ciałem, aby mnie nią ogarnąć i przebóstwić. O Niepojęty, Ty dałeś się pojąć! O Niestworzony, Tyś stał się stworzeniem! O myślą Nieogarnięty, Ty dajesz się ogarnąć! Panie, uczyń mnie godną wejrzeć w głąb tej najwyższej miłości, którą obdarzyłeś nas i wciąż obdarzasz w Twoim Świętym Wcieleniu!.